# Chloroclystis mniochroa
Chloroclystis mniochroa är en fjärilsart som beskrevs av Turner 1904. Chloroclystis mniochroa ingår i släktet Chloroclystis och familjen mätare. Inga underarter finns listade i Catalogue of Life.